# Naranjo (Costa Rica)
Naranjo es el distrito primero y ciudad cabecera del cantón de Naranjo, en la provincia de Alajuela, de Costa Rica.

## Historia
El 24 de julio de 1918, la Villa Naranjo recibió oficialmente el título de ciudad, convirtiéndose en distrito y estableciéndose como la cabecera del cantón homónimo. Posteriormente, el 4 de noviembre de 1987, se definieron los límites territoriales entre este distrito y el distrito de San Juan.

## Ubicación
Naranjo se encuentra a 31 kilómetros al noreste de la capital de la Provincia de Alajuela y a 47 kilómetros de la Ciudad de San José capital de Costa Rica

## Geografía
Naranjo cuenta con un área de 14,98 km² y una altitud media de 999 m s. n. m.

## Demografía
Para el año 2022, Naranjo cuenta con una población estimada de 16 433 habitantes, y para el último censo efectuado, en 2011, Naranjo contaba con una población de 15 936 habitantes.

## Localidades
- Barrios: Bajo Pilas, Belén, Caña Dura, Gradas, María Auxiliadora, Muro, Pueblo Nuevo, Sacramento, San Lucas (Carmen), San Rafael.
- Poblados: Candelaria, Cantarrana (parte), Cinco Esquinas (parte), Ciprés, Común, Dulce Nombre.

## Cultura

### Turismo
Al oeste de Naranjo se asienta el Cerro del Espíritu Santo donde se encuentran ruinas de una construcción católica al Cristo Rey.

## Transporte

### Carreteras
Al distrito lo atraviesan las siguientes rutas nacionales de carretera:
- Ruta nacional 118
- Ruta nacional 141
- Ruta nacional 148
- Ruta nacional 706
- Ruta nacional 709
- Ruta nacional 715
- Ruta nacional 725